# دوستم داشته باش یا ترکم کن
دوستم داشته باش یا ترکم کن (به انگلیسی: Love Me or Leave Me) فیلمی ۱۲۲ دقیقه‌ای به کارگردانی چارلز ویدور با بازی دوریس دی است.